# Kurt De Loor
Kurt De Loor (Zottegem, 10 december 1970) is een Belgisch politicus voor Vooruit.

## Levensloop

### Jeugd
Hij is de jongste zoon van Herman De Loor, voormalig lid van het Vlaams Parlement en burgemeester van Zottegem.
Kurt studeerde aan de RU Gent, waar hij in 1994 afstudeerde in de licentie rechten. Vervolgens behaalde hij in 1995 een GGS Internationaal en Europees Recht aan de VUB. In 1998 kwam daar nog een getuigschrift marketing communicatie bij, een opleiding die hij volgde aan het EHSAL.

### Professionele carrière
Hij begon zijn professionele carrière als projectmanager bij de ASLK, een functie die hij uitoefende van 1995 tot 1999. Vervolgens ging hij aan de slag als communicatieverantwoordelijke jongeren bij diezelfde bank, die inmiddels was omgedoopt tot Fortis. Deze laatste functie oefende hij uit van 2000 tot en met 2004.
Hij werd politiek actief voor de toenmalige sp.a en begon zijn politieke carrière als OCMW-raadslid in Zottegem in 2001, wat hij bleef tot in 2004. Van 2004 tot 2018 was hij er OCMW-voorzitter. 
Bij de derde rechtstreekse Vlaamse verkiezingen van 13 juni 2004 werd hij verkozen in de kieskring Oost-Vlaanderen. Van september 2004 tot oktober 2006 was De Loor in het Vlaams Parlement secretaris van de commissie Welzijn, Volksgezondheid en Gezin en van oktober 2006 tot juni 2009 was hij voorzitter van de Commissie voor Binnenlandse Aangelegenheden, Bestuurszaken, Institutionele en Bestuurlijke Hervorming en Decreetsevaluatie. Ook na de volgende  Vlaamse verkiezingen van 7 juni 2009 en van 25 mei 2014 bleef hij Vlaams volksvertegenwoordiger. De Loor legde er zich toe op het beleid rond Vlaamse OCMW's en lokale besturen en het lokaal sociaal beleid. Van september 2014 tot mei 2019 was hij in het Vlaams Parlement ondervoorzitter van de commissie Bestuurszaken, Binnenlands Bestuur, Inburgering en Stedenbeleid.
In 2012 trok De Loor de Zottegemse sp.a-lijst bij de lokale verkiezingen van oktober dat jaar. Zijn partij verloor er 10,7%. Toch slaagde de partij erin om een coalitie met CD&V te sluiten. Kurt De Loor ging zetelen als gemeenteraadslid, maar nam al in 2013 ontslag. Hij kon zijn mandaat van OCMW-voorzitter verderzetten. Hij zetelde in het college als schepen van rechtswege en was bevoegd voor Sociale Zaken, Huisvesting, Toerisme, City Marketing en Communicatie. Vanaf 2016 was hij ook schepen van Feestelijkheden. Bij de verkiezingen van oktober 2018 raakte hij opnieuw verkozen als gemeenteraadslid met het hoogste aantal voorkeurstemmen in de gemeente. De sp.a behaalde 23,4% van de stemmen en werd de tweede grootste partij, maar werd uit de coalitie gehouden. De Loor belandde vervolgens als raadslid in de oppositie. 
Bij de Vlaamse verkiezingen van 26 mei 2019 stond hij derde op de Oost-Vlaamse sp.a-lijst. Hij werd opnieuw herkozen en werd begin juli door zijn partij ook naar de Senaat gestuurd om er te zetelen als deelstaatsenator, hetgeen hij bleef tot in 2024. Van oktober 2019 tot juni 2024 was hij in het Vlaams Parlement voorzitter van de commissie Wonen en Onroerend Erfgoed. Bij de Vlaamse verkiezingen van 9 juni 2024 werd De Loor herkozen voor een vijfde termijn als Vlaams Parlementslid. Hij werd nadien lid van de commissie Binnenlands Bestuur en Inburgering.
Bij de lokale verkiezingen van oktober 2024 werd Vooruit de grootste partij in Zottegem, met 31,9% van de stemmen, en behaalde De Loor nogmaals het hoogste aantal voorkeurstemmen (3.324). Hiermee liet hij Vlaams minister-president Matthias Diependaele (1.966 voorkeurstemmen) achter zich. De Loor kreeg het initiatiefrecht om een nieuw bestuur te vormen, maar slaagde er niet in om mogelijke coalitiepartners te overtuigen en bleef in de oppositie.
Op 10 december 2014 werd hij ridder in de Leopoldsorde.
Kurt De Loor is tevens actief als organisator van Rock Zottegem, dat hij, samen met onder anderen zijn broer Karl en een aantal vrienden, oprichtte in 1994.